# Marius Daniel Popescu

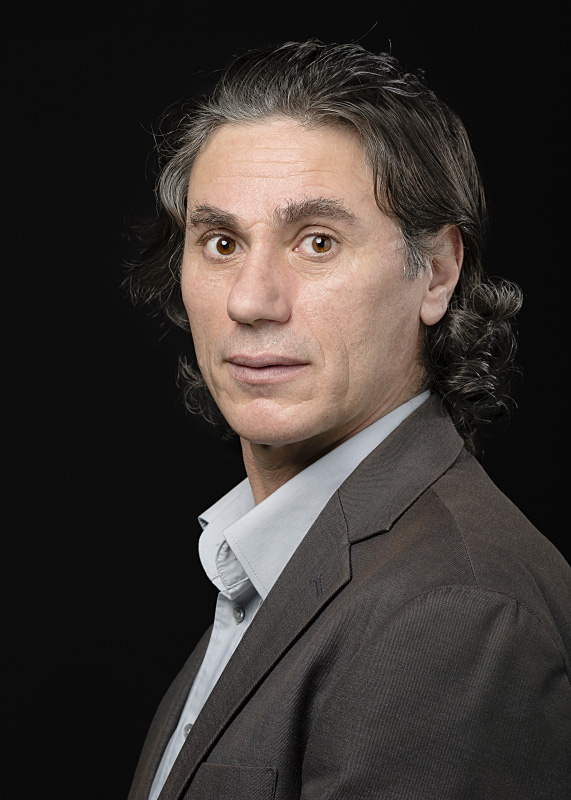
Marius Daniel Popescu (2015)

Marius Daniel Popescu (* 10. Juni 1963 in Craiova, Rumänien) ist ein in Lausanne lebender rumänisch- und französischsprachiger Schriftsteller. Er ist verheiratet mit der Schweizer Malerin und Schriftstellerin Marie-José Imsand.

## Leben
Marius Daniel Popescu studierte an der Fakultät für Forstwirtschaft der Universität Brasov. Gleichzeitig begann er seine literarische Karriere mit der Veröffentlichung von Gedichten und Artikeln in einer Studentenzeitschrift in Brașov. Er gründete die Wochenzeitung Replica, die er bis 1990 leitete. Danach zog er in die Schweizer Stadt und Hauptstadt des Kantons Waadt, Lausanne. Hier arbeitete er mit der Zeitung Le Passe-Muraille zusammen und gründete 2004 die Literaturzeitschrift Le Persil.
2006 gewann Marius Daniel Popescu den Rilke-Preis für Arrêts déplacés. 2007 erschien bei José Corti der stark autobiografische Roman La Symphonie du loup, der 2008 mit dem Robert-Walser-Preis und dem Waadtländer Kulturpreis für Literatur gekrönt wurde. Der 2012 erschienene Les Couleurs de lʼhirondelle gewann einen der im Dezember 2012 erstmals verliehenen Eidgenössischen Literaturpreise.

## Auszeichnungen
- 2006: Rilke-Preis für Arrêts déplacés
- 2008: Robert-Walser-Preis für La Symphonie du loup
- 2012: Eidgenössischer Literaturpreis für Les Couleurs de l’hirondelle

## Werke

### Lyrik
- Jucării de lemn, Brasov 1992.
- Fotograful de muște, Vlasie 1993.
- Etajul 5, la vară, Arhipelag 1994.
- 4x4 poèmes tout-terrains, Lausanne 1995.
- Groapa de nisip și leagăne, Magister 1997.
- Arrêts déplacés, Lausanne 2004.
- Vente silencieuse, Lausanne 2016.

### Prosa
- La Symphonie du loup. Roman. Éditions José Corti, Paris 2007, ISBN 978-2-7143-0954-9.
  - Die Wolfssymphonie. Deutsch von Michèle Zoller. Engeler, Solothurn 2013, ISBN 978-3-906050-03-4.
- Les Couleurs de l’hirondelle. Roman. Corti, Paris 2012, ISBN 978-2-7143-1072-9.
  - Die Farbe der Schwalbe. Deutsch von Yla M. von Dach. Die Brotsuppe, Biel 2017, ISBN 978-3-905689-64-8.
- Léman Noir. Erzählungen. BSN Press, Lausanne 2012